# Policía de Fronteras de Afganistán

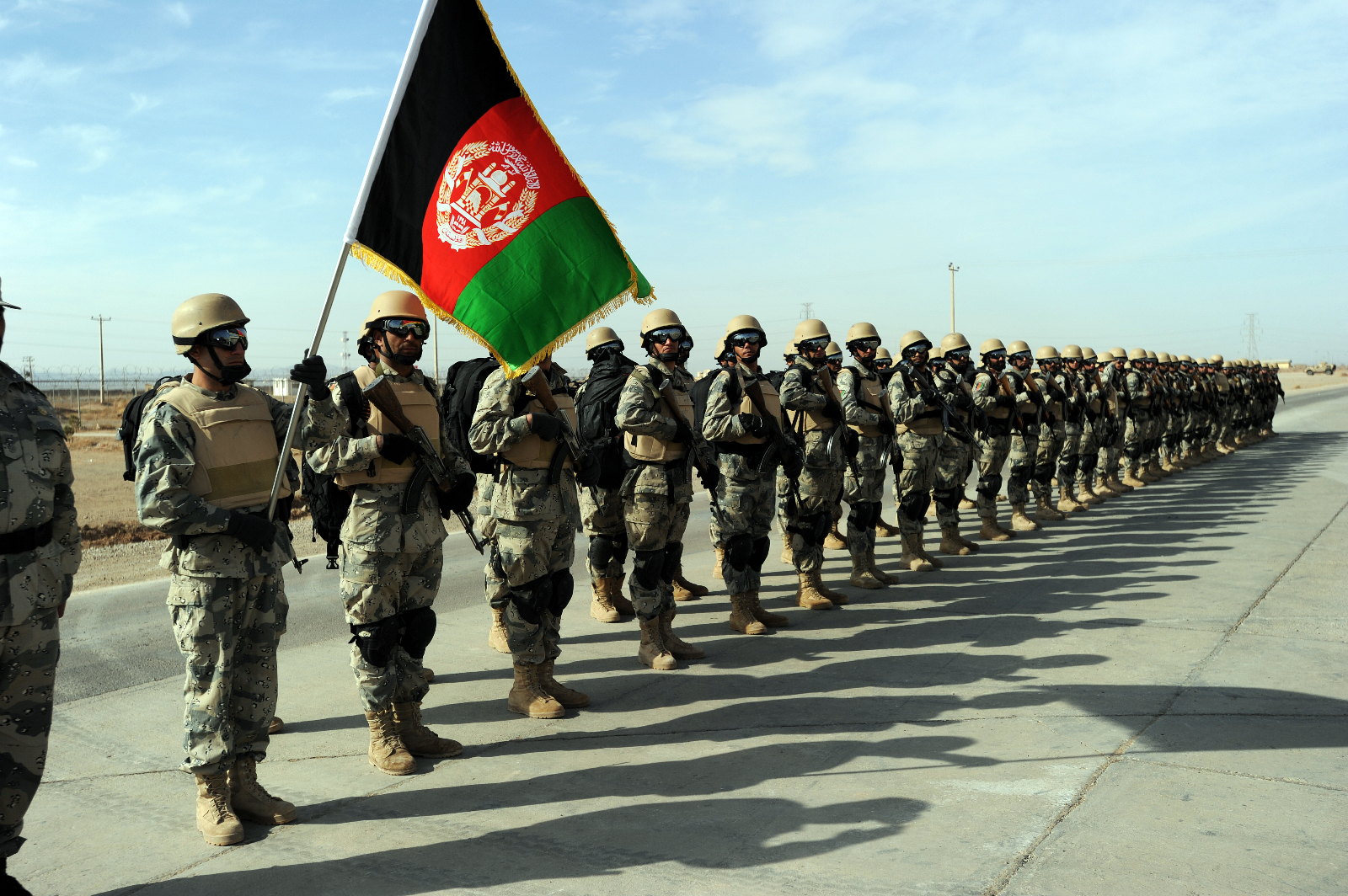
Policía de Fronteras de Afganistán en Herat.

Policía de Fronteras de Afganistán (P.F.A. en español) (Afghan Border Police A.B.P en inglés) fue el estamento de seguridad estatal de la República Islámica de Afganistán (2004-2021) encargado de la protección de los 5.529 kilómetros de las fronteras terrestre de Afganistán con los países vecinos y de todos sus aeropuertos internacionales. También es el encargado de administrar y dirigir los servicios de inmigración como la comprobación de los documentos a los extranjeros que ingresan al país o de la deportación de estos. Los esfuerzos antinarcóticos del P.F.A. son una preocupación importante de la comunidad internacional en la actualidad. El P.F.A y las fuerzas regulares de la Policía Nacional de Afganistán patrullan conjuntamente un corredor de 55 km a lo largo de la frontera de Afganistán con su vecino Pakistán en especial la más larga y porosa Línea Durand en el sureste.

## Organización
La Policía de Fronteras de Afganistán estaban bajo el mando de la Policía Nacional de Afganistán que a su vez está bajo la Jurisdicción del Ministerio del Interior de Afganistán. El P.F.A tuvo su sede en Kabul, en la capital afgana y estaban al mando de un Teniente general. La policía fronteriza afgana estaba conformada por una fuerza de 23.000 policías encargada de la seguridad de 6 zonas y para la protección los 14 pasos fronterizos y 5 aeropuertos principales del país asiático.

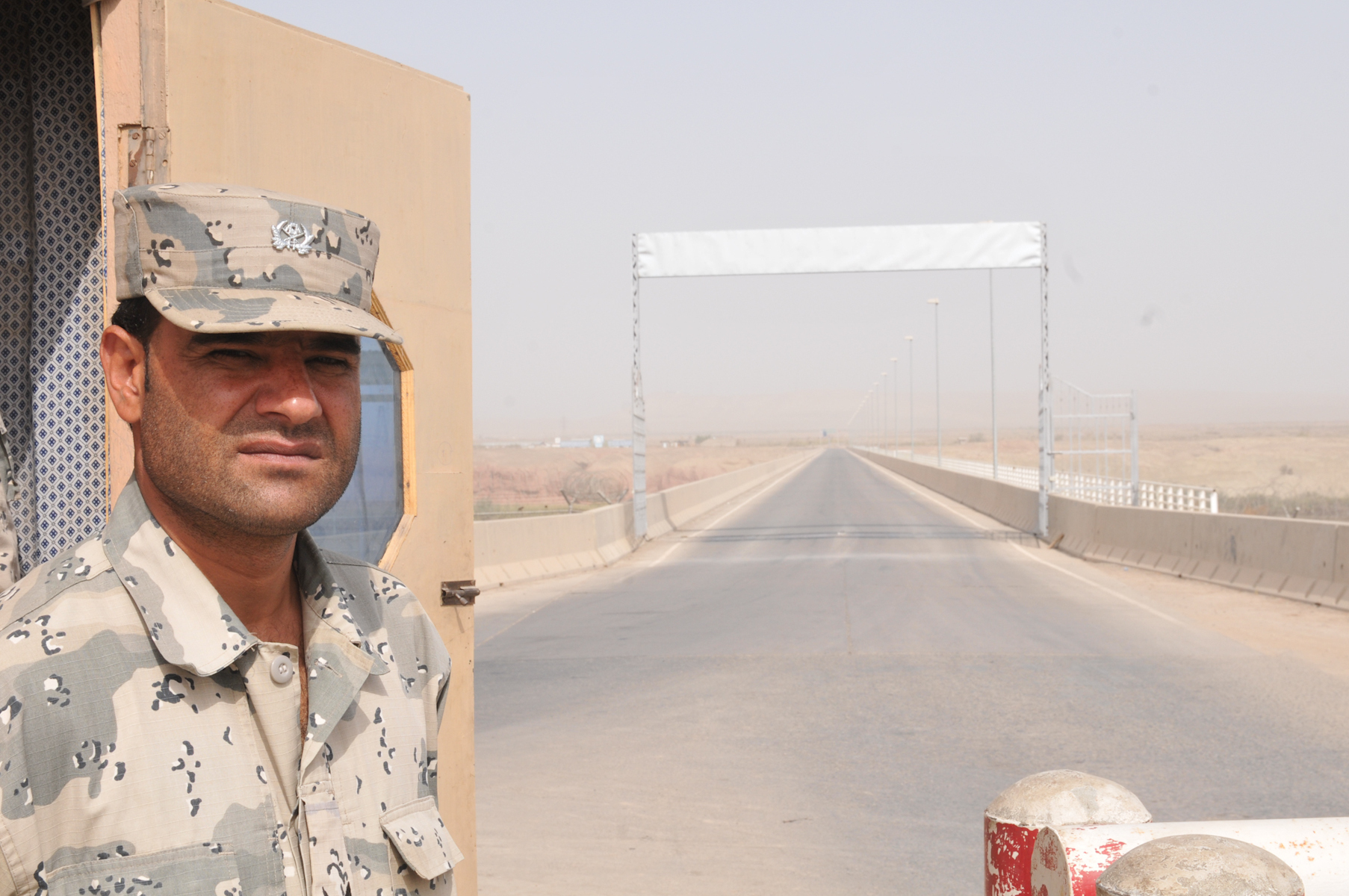
Agente de la Policía de Fronteras de Afganistán cerca de la frontera con Tayikistán en Sher Khan Bandar en la provincia de Kunduz

### Mazar-e SarifZona Norte
1. Provincia de Fāryāb

- Distrito de Almar
- Distrito de Shiring Tagab
- Distrito de Dawlat Abad
- Distrito de Qarampol
- Distrito de Andkhoy
- Distrito de Khani Chahar Khani

1. Provincia de Jawzjān

- Distrito de Khwaja du koh
- Distrito de Khamyab
- Distrito de Qarqin

1. Provincia de Kunduz

- Distrito de Qalay-I-Zal
- Distrito de Imam Sahib

### FayzābādZona Noreste
1. Provincia de Tahār

- Distrito de Khwajaghar
- Distrito de Yanqi Qala
- Distrito de Sarqad
- Distrito de Chah Ab

1. Provincia de Badajshán

- Distrito de Shahri Buzurg
- Distrito de Yawan
- Distrito de Ragh
- Distrito de Kuf Ab
- Distrito de Shiki
- Distrito de Darwaz
- Distrito de Darvaza-e Bala
- Distrito de Shighnan
- Distrito de Wakhan
- Distrito de Zebak
- Distrito de Kuran wa Munjan

### JalalabadZona Oriental
1. Provincia de Nūristān

- Distrito de Burgi Matal
- Distrito de Kamdesh

1. Provincia de Kunar

- Distrito de Nari
- Distrito de Dangam
- Distrito de Marawara
- Distrito de Sirkanay
- Distrito de Khas Kunar

1. Provincia de Nangarhar

- Distrito de Goshta
- Distrito de Lal Pur
- Distrito de Momand Dara
- Distrito de Dur Baba
- Distrito de Achin
- Distrito de Dih Bala
- Distrito de Pachir Wa Agam
- Distrito de Khogyani
- Distrito de Sherzad

### GardezZona Sureste
1. Provincia de Paktiyā

- Distrito de Azra
- Distrito de Zazi
- Distrito de Dand Wa Patan

1. Provincia de Khost

- Distrito de Jaji Maydan
- Distrito de Bak
- Distrito de Tirazayi
- Distrito de Khost
- Distrito de Gurduz
- Distrito de Tani
- Distrito de Spera

1. Provincia de Paktīkā

- Distrito de Ziruk
- Distrito de Urgon
- Distrito de Gayan
- Distrito de Barmal
- Distrito de Gomal
- Distrito de Wor Mamay

### Kandahar, Zona Sur
1. Provincia de Zābul

- Distrito de Shamulazayi
- Distrito de Atghar

1. Provincia de Kandahar

- Distrito de Maruf
- Distrito de Arghistan
- Distrito de Spin Boldkak
- Distrito de Shorabak
- Distrito de Reg

1. Provincia de Helmand

- Distrito de Garmsir
- Distrito de Dishu

1. Provincia de Nimruz

- Distrito de Chachar Burjak
- Distrito de Zaranj
- Distrito de Kang

### Herat, Zona Occidental
1. Provincia de Farāh

- Distrito de Lash Wu Juwayn
- Distrito de Shib Kob
- Distrito de Qala I Kah
- Distrito de Anar Dara

1. Provincia de Herat

- Distrito de Adraskan
- Distrit de Ghoryan
- Distrito de Kohsan
- Distrito de Gulran
- Distrito de Kushk
- Distrito de Kushki Kunha

1. Provincia de Bādgīs

- Distrito de Ab Kamari
- Distrito de Muquur
- Distrito de Murghab
- Distrito de Ghormach

## Entrenamiento
La mayoría de los agentes de la Policía de Fronteras afgana fueron entrenados por miembros de las Fuerzas armadas de los Estados Unidos y de Empleados del Gobierno federal estadounidense, así como de miembros de la misión de la policía europea en Afganistán (EUPOL), Europol. Con el fin de preparase para sus funciones como agentes del PFA, los reclutas asistían a un curso de 8 semanas diseñado por la Bundespolizei de Alemania. La República italiana brindaba también capacitación al personal cualificado de la PFA en la región oeste por la unidad GRIFO TF de la Guardia di Finanza desplegados en Provincia de Herat. Bundespolizei estaba muy envuelto en la tutoría y monitoreo de los oficiales de PFA desde el año 2009.
A partir de enero de 2011 al menos 25 agentes del Servicio de Inmigración y Control de Aduanas de los Estados Unidos y de la Oficina de Aduanas y Protección Fronteriza de los Estados Unidos impartieron formación académica a la PFA y la secretaria de seguridad nacional de los estados unidos Janet Napolitano declaró que podría llegar a 65 antes de finalizar el 2011.  Napolitano visitando un paso fronterizo con Pakistán se mostró satisfecha por el progreso conseguido.
El PFA se sabe que realizó entrenamientos conjuntamente con las tropas fronterizas de Tayikistán y que fue supervisado por la Organización para la Seguridad y la Cooperación en Europa.